# Payson (Utah)
Payson è un comune degli Stati Uniti d'America, nella contea di Utah nello Stato dello Utah.

## Società

### Evoluzione demografica
Abitanti censiti